# Jaguar (série télévisée)
Pour les articles homonymes, voir Jaguar (homonymie).
Jaguar est une série télévisée espagnole en six épisodes d'environ 45 minutes créée par Ramón Campos et Gema R. Neira, et mise en ligne le 22 septembre 2021 sur Netflix.
Elle met en vedette Blanca Suárez, Iván Marcos (es), Francesc Garrido (es), Adrián Lastra, Óscar Casas et Stefan Weinert.

## Synopsis
Dans les années 1960, l'Espagne accueille des centaines de réfugiés nazis après la Seconde Guerre mondiale. Isabel Riaza, une jeune femme espagnole qui a réussi à survivre au camp de concentration de Mauthausen, est sur la piste d'Otto Skorzeny (Bachmann), connu comme l'homme le plus dangereux d'Europe et d'Aribert Heim. Au cours de ce voyage, elle découvre qu'elle n'est pas seule dans sa mission et rejoint un groupe d'agents en quête de justice. Son nom de code est Jaguar.

## Contexte
L'Espagne accueille une multitude de nazis après la Seconde Guerre mondiale. La série sort en même temps qu'un documentaire sur la vie d’Otto Skorzeny l'itinéraire dangereux d'un ancien nazi, et qu'un film El sustituto, retraçant la villégiature, sous Francisco Franco, d'anciens nazis (Anton Galler, Gerhard Bremer (de), sa femme Almut et son fils Gerd), dans le quartier résidentiel de Las Rotas de la ville de Dénia, décrit par la romancière Clara Sánchez dans Lo que esconde tu nombre (Prix Nadal 2010).

## Distribution

### Acteurs principaux
- Blanca Suárez (VF : Caroline Mozzone) : Isabel Riaza Chacón
- Iván Marcos (es) (VF : Laurent Maurel) : Lucena
- Óscar Casas (VF : Gauthier Battoue) : Miguel Castro
- Adrián Lastra (VF : Thibaut Lacour) : Sordo
- Francesc Garrido (es) (VF : Olivier Peissel) : Marsé
- Stefan Weinert (VF : Yann Guillemot) : Otto Bachmann (librement inspiré de la biographie d'Otto Skorzeny)

Avec la collaboration de
- Tristán Ulloa : Riaza
- Maria de Medeiros (VF : Marie-Laure Dougnac) : Ramos
- India Martínez (es) : Cantante

### Acteurs secondaires
- Jochen Horst (VF : Gérard Darier) : Aribert Heim (librement inspiré de la biographie d'Aribert Heim)
- Lorenz Christian Köhler : Franz Ziereis
- Julia Möller (es) : Ilse Bachmann
- Antonio del Olmo : Coronel Aguado
- Alicia Chojnowski : Isabel Garrido (niña)
- Pepe Ocio (es) : Manuel Pertegaz
- Lea Woitack : Greta
- Millán de Benito (VF : Loïc Hourcastagnou) : Javier
- Diego Bergmann : Patrick
- Lamin Ceesay : Greykey
- Sergi Méndez (VF : Loïc Hourcastagnou) : Domingo
- Jochen Hägele : Gunter
- José Navar : Maitre HausTitre
- Rosy Rodríguez (es) : Gitana

 Source et légende : version française (VF) sur RS Doublage

## Production
Le tournage de la série débute en août 2020.

## Épisodes
1. Le Haus (Haus)
2. L'Hôtel (El hotel)
3. Le Gran Club (El Gran Club)
4. Almeria (Almería)
5. L'Hôpital (El hospital)
6. Le Moulin (El molino)